# تشيباركول
تشيباركول (بالروسية: Чебаркуль) هي إحدى مدن روسيا في الكيان الفدرالي الروسي تشيليابينسك أوبلاست.

## أعلام
- أنطون ايفانوف